# Jere Hård
Jere Johannes Hård (Jyväskylä, 7 de diciembre de 1978) es un deportista finlandés que compitió en natación.
Ganó dos medallas de oro en el Campeonato Europeo de Natación, en los años 2000 y 2002, y ocho medallas en el Campeonato Europeo de Natación en Piscina Corta entre los años 1999 y 2006.

## Palmarés internacional
| Campeonato Europeo                  | Campeonato Europeo   | Campeonato Europeo | Campeonato Europeo |
| Año                                 | Lugar                | Medalla            | Prueba             |
| ----------------------------------- | -------------------- | ------------------ | ------------------ |
| 2000                                | Helsinki (Finlandia) | Medalla de oro     | 50 m mariposa      |
| 2002                                | Berlín (Alemania)    | Medalla de oro     | 50 m mariposa      |
| Campeonato Europeo en Piscina Corta |                      |                    |                    |
| Año                                 | Lugar                | Medalla            | Prueba             |
| 1999                                | Lisboa (Portugal)    | Medalla de bronce  | 50 m mariposa      |
| 2000                                | Valencia (España)    | Medalla de plata   | 50 m mariposa      |
| 2002                                | Riesa (Alemania)     | Medalla de oro     | 50 m mariposa      |
| 2002                                | Riesa (Alemania)     | Medalla de plata   | 100 m libre        |
| 2002                                | Riesa (Alemania)     | Medalla de plata   | 4 × 50 m estilos   |
| 2004                                | Viena (Austria)      | Medalla de plata   | 50 m mariposa      |
| 2004                                | Viena (Austria)      | Medalla de bronce  | 4 × 50 m estilos   |
| 2006                                | Helsinki (Finlandia) | Medalla de plata   | 4 × 50 m estilos   |